# Anisaedus rufus
Anisaedus rufus är en spindelart som först beskrevs av Albert Tullgren 1905.  Anisaedus rufus ingår i släktet Anisaedus och familjen Palpimanidae. Inga underarter finns listade i Catalogue of Life.